# Daniel Robert Jenky

Wappen von Daniel Robert Jenky

Daniel Robert Jenky CSC (* 3. März 1947 in Chicago) ist ein US-amerikanischer Ordensgeistlicher und emeritierter römisch-katholischer Bischof von Peoria.

## Leben
Daniel Robert Jenky trat der Ordensgemeinschaft der Kongregation vom Heiligen Kreuz bei und empfing am 6. April 1974 die Priesterweihe.
Papst Johannes Paul II. ernannte ihn am 21. Oktober 1997 zum Weihbischof in Fort Wayne-South Bend und Titularbischof von Amantia. Der Bischof von Fort Wayne-South Bend, John Michael D’Arcy, spendete ihm am 16. Dezember desselben Jahres die Bischofsweihe; Mitkonsekratoren waren Agostino Cacciavillan, Apostolischer Nuntius in den Vereinigten Staaten, und Charles Asa Schleck CSC, beigeordneter Sekretär der Kongregation für die Evangelisierung der Völker.
Am 12. Februar 2002 wurde er zum Bischof von Peoria ernannt und am 10. April desselben Jahres in das Amt eingeführt.
Papst Franziskus nahm am 3. März 2022 seinen altersbedingten Rücktritt an.